# География Юты
Не имеющий выхода к морю американский штат Юта известен своим природным разнообразием и имеет ряд особенностей, варьирующихся от засушливых пустынь с песчаными дюнами до цветущих сосновых лесов в горных долинах. Это суровый и географически разнообразный штат на стыке трёх различных геологических регионов: Скалистых гор, Большого бассейна и плато Колорадо.

## Границы
Юта занимает площадь 84 899 миль² (219 890 км²). Это один из штатов Четырёх Углов, граничащий с Айдахо на севере, Вайомингом на севере и востоке, Колорадо на востоке, в одной точке с Нью-Мексико на юго-востоке, Аризоной на юге и Невадой на западе. Только три штата США (Юта, Колорадо и Вайоминг) имеют исключительно линии широты и долготы в качестве границ.
Северная граница с Айдахо унаследована от Договора Адамса — Ониса 1819 года, который определил границу между Луизианской покупкой и Новой Испанией. Большой размер предлагаемого штата Дезерет был спорным. Компромисс 1850 года дал Территории Юта пять градусов широты, сократив земли к востоку от нового штата Калифорния примерно пополам. Создание Территории Колорадо в 1861 году переместило восточную границу Юты от Скалистых гор до 109-го западного меридиана, чтобы дать Территории Колорадо семь градусов долготы (как ранее было у Орегона и еще у четырёх западных штатов, которые получат позже).
Чтобы закрепить за Союзом процветающий район Комсток-Лод на западе Территории Юта во время Гражданской войны в США против неопределенной лояльности мормонов Юты, Конгресс создал Территорию Невада в 1861 году. Граница Территории Невада с Территорией Юта была перемещена со 116-го на 115-й меридиан по мере обнаружения новых месторождений полезных ископаемых. Конгресс переместил ее на 114-й меридиан, когда Неваде был предоставлен статус штата, чтобы включить доступ к притокам реки Колорадо.
Северо-западная выемка на территории Юта была создана с образованием территории Небраска в 1854 году. Когда в 1868 году была создана территория Вайоминг, выемка была расширена, чтобы дать Вайомингу семь градусов долготы. Область выемки отделена от Солт-Лейк-Сити горами Юинта и хребтом Уосатч, что облегчало властям Вайоминга управление. Антимормонские настроения также могли привести к тому, что эта область была отнесена к Вайомингу. Она включала угольные месторождения, различные водные пути и части Орегонского пути, Калифорнийской тропы, Оверленд-Трейл, трансконтинентального телеграфа, маршрута дилижансов и будущей трансконтинентальной железной дороги.

## Особенности и геология
Одной из определяющих характеристик Юты является разнообразие её рельефа. По центру северной трети штата проходит хребет Уосатч, который возвышается на высоту почти 12 000 футов (3700 м) над уровнем моря. В Юте находятся всемирно известные горнолыжные курорты, ставшие популярными благодаря легкому, пушистому снегу и зимним штормам, в которых регулярно выпадают до трёх футов снега за ночь. В северо-восточной части штата, идущей с востока на запад, находятся горы Юинта, которые возвышаются на высоту более 13 000 футов (4000 м). Самая высокая точка штата, Кингс-Пик, высотой 13 528 футов (4123 м), находится в горах Юинта.
У западного основания хребта Уосатч находится Уосатч-Фронт, ряд долин и бассейнов, которые являются домом для самых густонаселённых частей штата. Он простирается примерно от Бригем-Сити на северном конце до Нифай на южном конце. Примерно 75 процентов населения штата живёт в этом коридоре, и рост населения происходит быстро.
Западная Юта в основном представляет собой засушливую пустыню с топографией Провинции долин и хребтов. Небольшие горные хребты и пересечённая местность подчеркивают ландшафт. Солончаки Бонневил являются исключением, поскольку они сравнительно плоские в результате того, что когда-то образовали ложе древнего озера Бонневил. Большое Солёное озеро, озеро Юта, озеро Севир и озеро Раш являются остатками этого древнего пресноводного озера, которое когда-то покрывало большую часть восточной части Большого Бассейна. К западу от Большого Солёного озера, простираясь до границы с Невадой, лежит засушливая Пустыня Большого Солёного озера. Одним из исключений из этой засушливости является долина Снейк, которая (относительно) пышна из-за больших источников и водно-болотных угодий, питаемых грунтовыми водами, полученными от таяния снега в хребте Снейк, хребте Дип-Крик и других высоких горах к западу от долины Снейк. Национальный парк Грейт-Бейсин находится сразу за границей штата Невада в южной части хребта Снейк. Одной из самых впечатляющих, но наименее посещаемых достопримечательностей западной части штата Юта является Нотч-Пик, самая высокая известняковая скала в Северной Америке, расположенная к западу от Дельты.
Большая часть живописного южного и юго-восточного ландшафта (особенно региона плато Колорадо) состоит из песчаника, в частности, из песчаника Кайента и песчаника Навахо. Река Колорадо и её притоки прокладывают свой путь через песчаник, создавая некоторые из самых поразительных и диких ландшафтов в мире (территория вокруг слияния рек Колорадо и Грин-Ривер была последней, нанесённой на карту в нижних 48 штатах США). Ветер и дождь также формировали мягкий песчаник на протяжении миллионов лет. Каньоны, овраги, арки, вершины, холмы, обрывы и столовые горы являются обычными достопримечательностями по всей южной, центральной и юго-восточной части Юты.
Эта местность является главной особенностью охраняемых парков штата и федеральных парков, таких как национальные парки Арчес, Брайс-Каньон, Каньонлендс, Капитол-Риф и Зайон, национальные памятники Сидар-Брейкс, Гранд-Стейркейс-Эскаланте, Ховенуип и Нэчурал-Бриджес, Национальная зона отдыха Глен-Каньон (место популярного туристического направления —  водохранилище Пауэлл), парки штата Дед-Хорс-Пойнт и Гоблин-Валли, а также Долина монументов. Навахо-Нейшен также простирается на юго-восток Юты. Юго-восточная Юта также отмечена отдалёнными, но высокими горными хребтами Ла-Саль, Абахо и Генри.
Восточная (северная четверть) Юта — это высокогорная область, покрытая в основном плато и впадинами, в частности плато Тавапутс и Сан-Рафаэль-Свэлл, которые остаются в основном недоступными, и Юинта-Бейсин, где проживает большая часть населения восточной Юты. Основой экономики являются добыча полезных ископаемых, горючего сланца, нефти и природного газа, бурение, скотоводство и отдых. Большая часть восточной Юты является частью индейской резервации Юинта-энд-Юрей. Самым популярным местом на северо-востоке Юты является Национальный памятник динозавровоколо Вернала.
Юго-западная часть Юты — самая низкая и жаркая область в Юте. Она известна как Дикси Юты, потому что ранние поселенцы смогли вырастить там немного хлопка. Бивер-Дам-Уош на самом юго-западе Юты — самая низкая точка в штате, на высоте 2000 футов (610 м). Самая северная часть пустыни Мохаве также расположена в этой области. Дикси быстро становится популярным местом отдыха и выхода на пенсию, и население быстро растёт. Хотя горы Уосатч заканчиваются у горы Нибо около Нифай, сложная серия горных хребтов простирается на юг от южного конца хребта вниз по хребту Юты. К северу от Дикси и к востоку от Сидар-Сити находится самый высокий горнолыжный курорт штата —  Брайан-Хед.
Как и в большинстве западных и юго-западных штатов, федеральное правительство владеет большей частью земли в Юте. Более 70 процентов земли являются либо землей Бюро по управлению земельными ресурсами, трастовая земля штата Юта, либо национальным лесом, национальным парком, национальным монументом, национальной зоной отдыха или национальным заповедником. Юта — единственный штат, где в каждом округе есть национальный лес.

## Климат

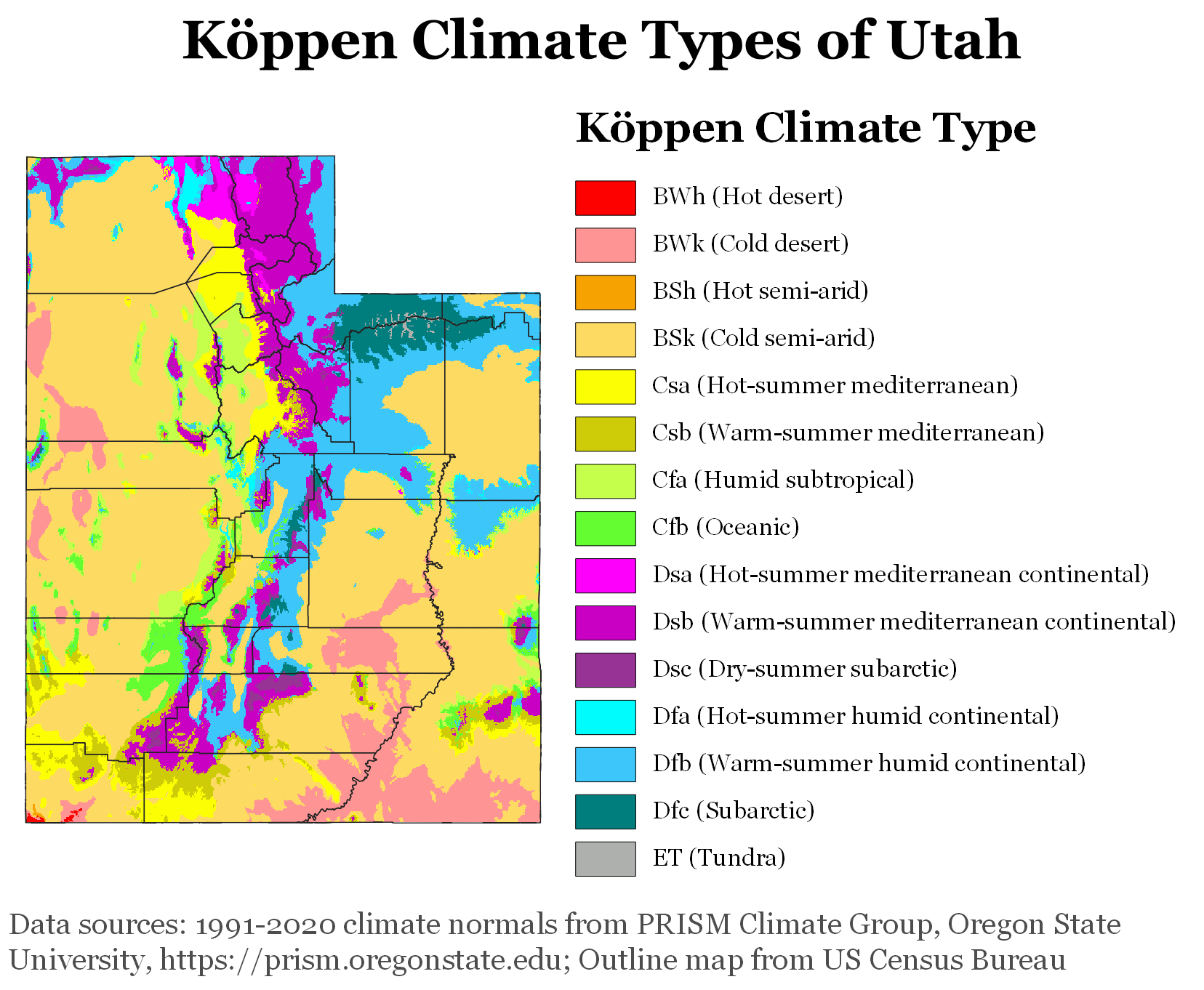
Классификация климатов Кёппена в Юте с использованием климатологических норм 1991—2020 годов.

Юта характеризуется сухим, семиаридным или аридным климатом, хотя её многочисленные горы характеризуются большим разнообразием климатов, при этом самые высокие точки в горах Юинта находятся выше границы леса. Сухая погода является результатом расположения штата в дождевой тени Сьерра-Невады в Калифорнии. Восточная половина штата лежит в дождевой тени гор Уосатч. Основным источником осадков для штата является Тихий океан, при этом штат обычно находится на пути крупных тихоокеанских штормов с октября по май. Летом штат, особенно южная и восточная части Юты, находится на пути муссонной влаги из Калифорнийского залива.
Большинство равнинных районов получают менее 12 дюймов (305 мм) осадков в год, хотя коридор I-15, включая густонаселённый Уосатч-Фронт, получает приблизительно 15 дюймов (381 мм). Пустыня Большого Солёного озера является самой сухой областью штата, с менее чем 5 дюймами (127 мм). Снегопады обычны во всех долинах, кроме самых южных. Хотя Сент-Джордж получает всего около 3 дюймов (76 мм) в год, в Солт-Лейк-Сити выпадает около 60 дюймов (1524 мм), что усиливается cнежным эффектом озера из Большого Солёного озера, увеличивая общее количество снегопадов на юге, юго-востоке и востоке озера.
Некоторые районы горного хребта Уосатч на пути снежного эффекта озера получают до 500 дюймов (12 700 мм) в год. Этот микроклимат усиленного снегопада из Большого Солёного озера охватывает все близлежащие района озера. Каньоны Биг- и Литл-Коттонвуд, прилегающие к Солт-Лейк-Сити, расположены в таком положении, чтобы получать больше осадков из озера. Постоянно глубокий пушистый снег привёл к тому, что горнолыжная индустрия Юты приняла лозунг «Величайший снег на Земле» в 1980-х годах. Зимой температурные инверсии являются обычным явлением в низких впадинах и долинах Юты, что приводит к густой дымке и туману, которые могут длиться неделями, особенно во впадине Юинта. Хотя в другое время года качество воздуха здесь хорошее, зимние инверсии делают Солт-Лейк-Сити одним из самых загрязнённых мест в стране.
Предыдущие исследования показали широко распространённое уменьшение снежного покрова в Юте, сопровождающееся уменьшением соотношения снега и осадков, в то время как были выдвинуты отдельные утверждения о том, что измеренные изменения снежного покрова в Юте являются ложными и не отражают фактических изменений. Исследование 2012 года показало, что доля зимних (январь-март) осадков, выпадающих в виде снега, уменьшилась на девять процентов за последние полвека, что является совокупным результатом значительного увеличения количества осадков и незначительного уменьшения количества снегопадов. Между тем, наблюдаемая глубина снежного покрова в Юте уменьшилась и сопровождается последовательным уменьшением снежного покрова и альбедо поверхности. Погодные системы, потенциально способные вызывать осадки в Юте, сократились в количестве, а те, которые производят снег, уменьшаются значительно быстрее.

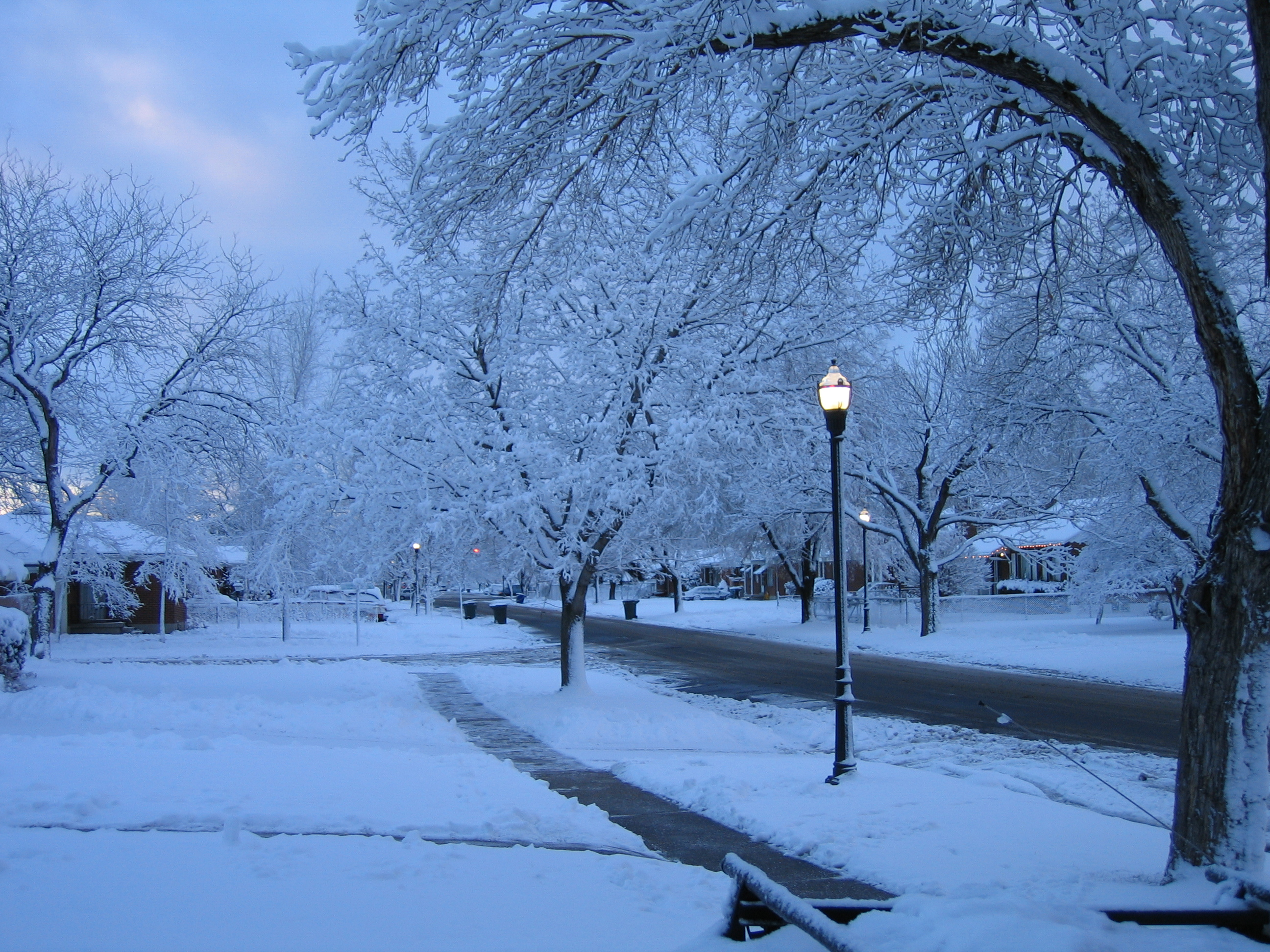
Снег в Роуз-Парк (Солт-Лейк-Сити).

Температура в Юте экстремальная, с холодной зимой из-за высоты и очень жарким летом по всему штату (за исключением горных районов и высокогорных долин). Юта обычно защищена от крупных порывов холодного воздуха горами, лежащими к северу и востоку от штата, хотя крупные арктические порывы иногда могут достигать штата. Средние высокие температуры января колеблются от около 30 °F (−1 °C) в некоторых северных долинах до почти 55 °F (13 °C) в Сент-Джордже.
Температуры, опускающиеся ниже 0 °F (−18 °C), следует ожидать время от времени в большинстве районов штата в большинстве лет, хотя в некоторых районах это случается часто (например, в городе  Рандолф в среднем около пятидесяти дней в году с такими низкими температурами). В июле средние максимумы колеблются от 85 до 100 °F (от 29 до 38 °C). Однако низкая влажность и большая высота над уровнем моря обычно приводят к большим колебаниям температуры, что приводит к прохладным ночам большую часть летних дней. Рекордно высокая температура в Юте составила 118 °F (48 °C), зафиксированная к югу от Сент-Джорджа 4 июля 2007 года, а рекордно низкая температура составила −69 °F (−56 °C), зафиксированная в Питер-Синкс в Бэр-Ривер на севере Юты 1 февраля 1985 года. Однако рекордно низкая температура для населенного пункта составила -49 °F (-45 °C) в Вудраффе 12 декабря 1932 года.
В Юте, как и в большинстве западных штатов США, мало дней с грозами. В среднем в году бывает менее 40 дней с грозовой активностью, хотя эти штормы могут быть кратковременно интенсивными, когда они случаются. Чаще всего они случаются в сезон муссонов примерно с середины июля до середины сентября, особенно в южной и восточной части Юты. Сухие удары молний и общая сухая погода часто вызывают лесные пожары летом, в то время как интенсивные грозы могут привести к внезапным наводнениям, особенно в пересечённой местности южной части Юты. Хотя весна является самым дождливым сезоном в северной части Юты, конец лета является самым дождливым периодом для большей части юга и востока штата. Торнадо в Юте редки, в среднем два раза в год поражают штат, редко превышая интенсивность EF1.
Однако одним из примечательных исключений стал беспрецедентный торнадо в Солт-Лейк-Сити, который пронёсся прямо через центр Солт-Лейк-Сити 11 августа 1999 года. Торнадо F2 убил одного человека, ранил шестьдесят других и нанёс ущерб примерно в 170 миллионов долларов; это был второй по силе торнадо в штате после торнадо F3, произошедшего 11 августа 1993 года в горах Юинта. Единственным другим зарегистрированным смертельным исходом от торнадо в истории Юты стала смерть 7-летней девочки, которая погибла во время кемпинга в округе Саммит 6 июля 1884 года. Последний торнадо интенсивностью выше (E)F0 произошёл 8 сентября 2002 года, когда торнадо F2 обрушился на Мантай.

## Флора и фауна

### Фауна

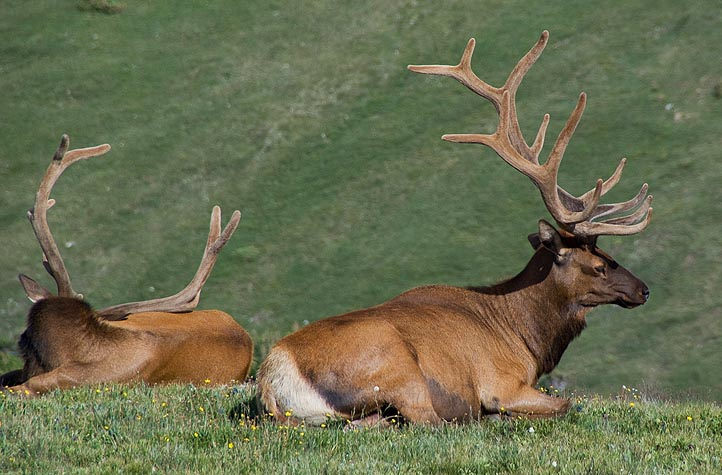
Cervus canadensis nelsoni — млекопитающее штата Юта.

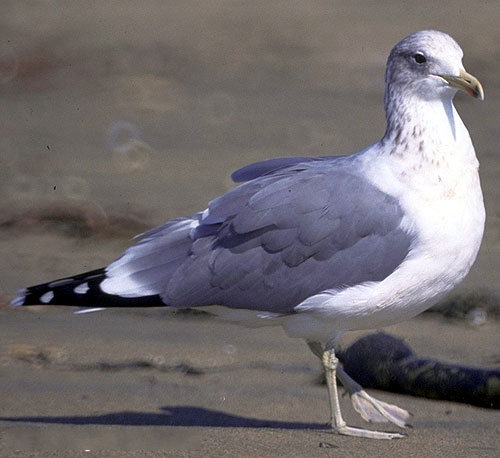
Калифорнийская чайка — птица штата Юта.

В Юте обитает более 600 видов позвоночных животных, а также многочисленные беспозвоночные и насекомые.

#### Млекопитающие
Млекопитающие встречаются во всех районах Юты. К нехищным крупным млекопитающим относятся: степной бизон, вапити, европейский лось, снежная коза, чернохвостый олень, вилорог и несколько видов толсторогов. Нехищные мелкие млекопитающие включают ондатру и нутрию. К крупным и мелким хищным млекопитающим относятся: барибал, пума, канадская рысь, рыжая рысь, лисица (серая, обыкновенная и американская), койот, американский барсук, американский хорёк, американская норка, горностай, длиннохвостая ласка, енот и канадская выдра.
Бурый медведь раньше водился в Юте, но был истреблён. Подтверждённых случаев спаривания серых волков в Юте не зарегистрировано, хотя их видели на северо-востоке Юты вдоль границы с Вайомингом.

#### Птицы
По состоянию на январь 2020 года в официальный список, который ведёт Комитет по учету птиц Юты (UBRC), было включено 466 видов. Из них 119 классифицируются как случайные, 29 — как редкие, 57 — как редкие и 10 были завезены в Юту или Северную Америку. Одиннадцать из случайных видов также классифицируются как предварительные.
Из-за чуда с чайками, произошедшего в 1848 году, самой известной птицей в Юте является калифорнийская чайка, которая является птицей штата Юта. Памятник в Солт-Лейк-Сити увековечивает это событие, известное как «Чудо с чайками». Другие чайки, распространённые в Юте, включают бонапартову чайку, делавэрскую чайку и франклинову чайку.
К другим часто встречающимся птицам относятся странствующий дрозд, обыкновенный скворец, вьюрки (чёрный горный вьюрок, Haemorhous cassinii и американский чиж), Pica hudsonia, плачущая горлица, воробьи (домовый, Spizelloides arborea, Spizella atrogularis, Amphispiza bilineata, Spizella breweri и обыкновенная воробьиная овсянка), поганка Кларка, королевский канюк, гуси (белый гусь, малая канадская казарка и канадская казарка), орлы (беркут и белоголовый орлан), калифорнийский хохлатый перепел, голубая сиалия и колибри (колибри-каллиопа, черноголовый архилохус и трёхцветный селасфорус).

#### Беспозвоночные

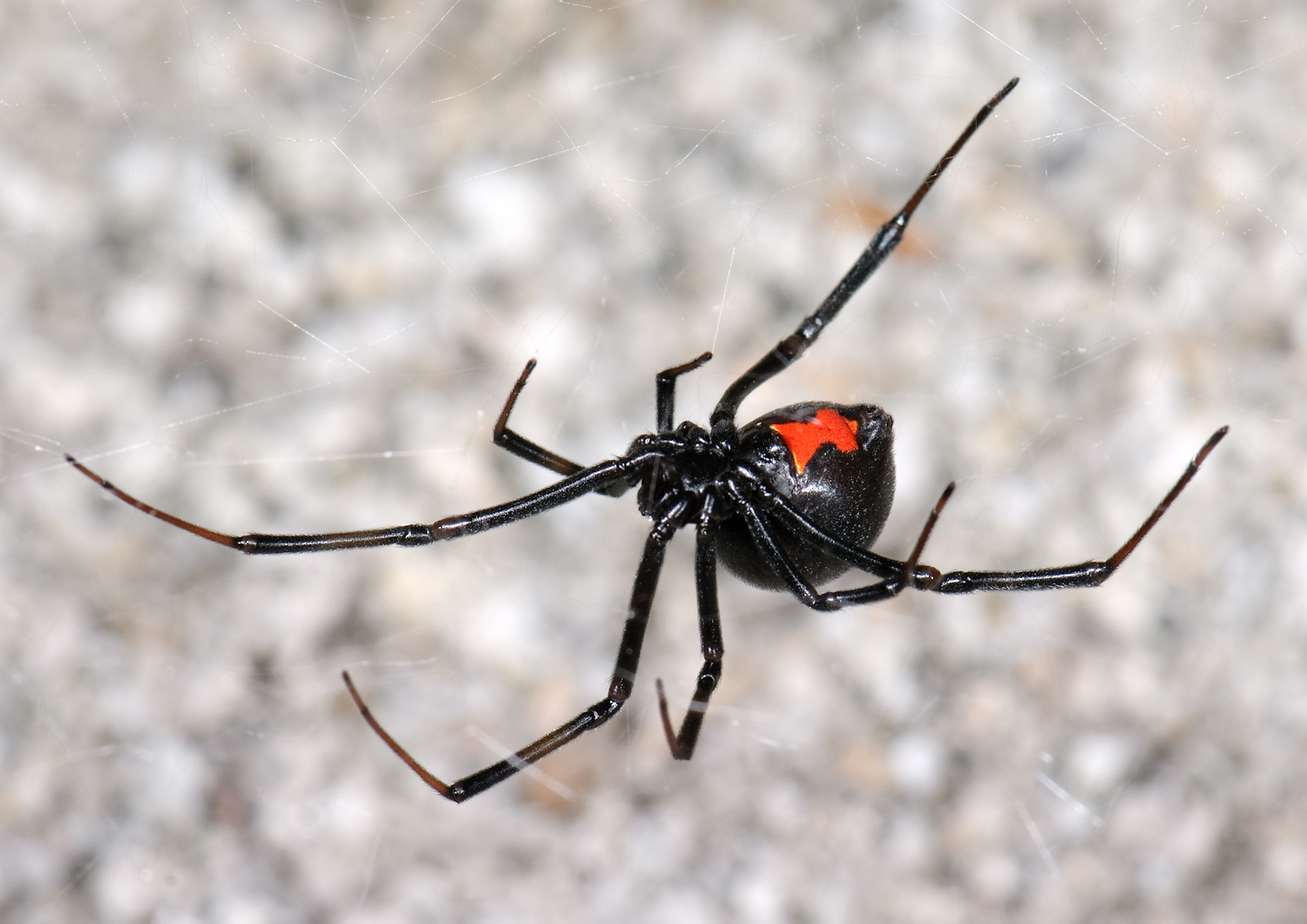
Latrodectus hesperus

Юта является домом для большого разнообразия паукообразных, насекомых, моллюсков и других беспозвоночных. К паукообразным относятся Centruroides exilicauda, Latrodectus hesperus, Xysticus discursans, Eratigena agrestis, фаланговидный фолькус, Agelenopsis, Dysdera crocata. Несколько пауков, найденных в Юте, часто ошибочно принимают за Loxosceles reclusa, включая Loxosceles deserta (встречается только в округе Вашингтон), фаланговидного фолькуса и Filistata hibernalis. Loxosceles reclusa не был официально подтвержден в Юте по состоянию на лето 2020 года.
Одним из самых редких насекомых в Юте является Cicindela albissima, встречающийся только в парке штата Корал-Пинк-Сенд-Дьюнс, недалеко от Канаба. В 2012 году его предлагалось включить в список видов, находящихся под угрозой исчезновения, но предложение не было принято. К другим насекомым относятся кузнечики, Chinavia hilaris, Euxoa auxiliaris, данаида монарх и Speyeria mormonia. Бражник линейчатый распространён на большей части территории Соединённых Штатов, но были зарегистрированы вспышки размножения больших групп её личинок, повреждающих томаты, виноград и садовые культуры в Юте. Четыре или пять видов светляков также встречаются по всему штату.
В феврале 2009 года африканизированные пчёлы были обнаружены на юге штата Юта. К маю 2017 года пчелы распространились на восемь округов штата Юта, а к северу до округов Гранд и Эмери.

### Флора

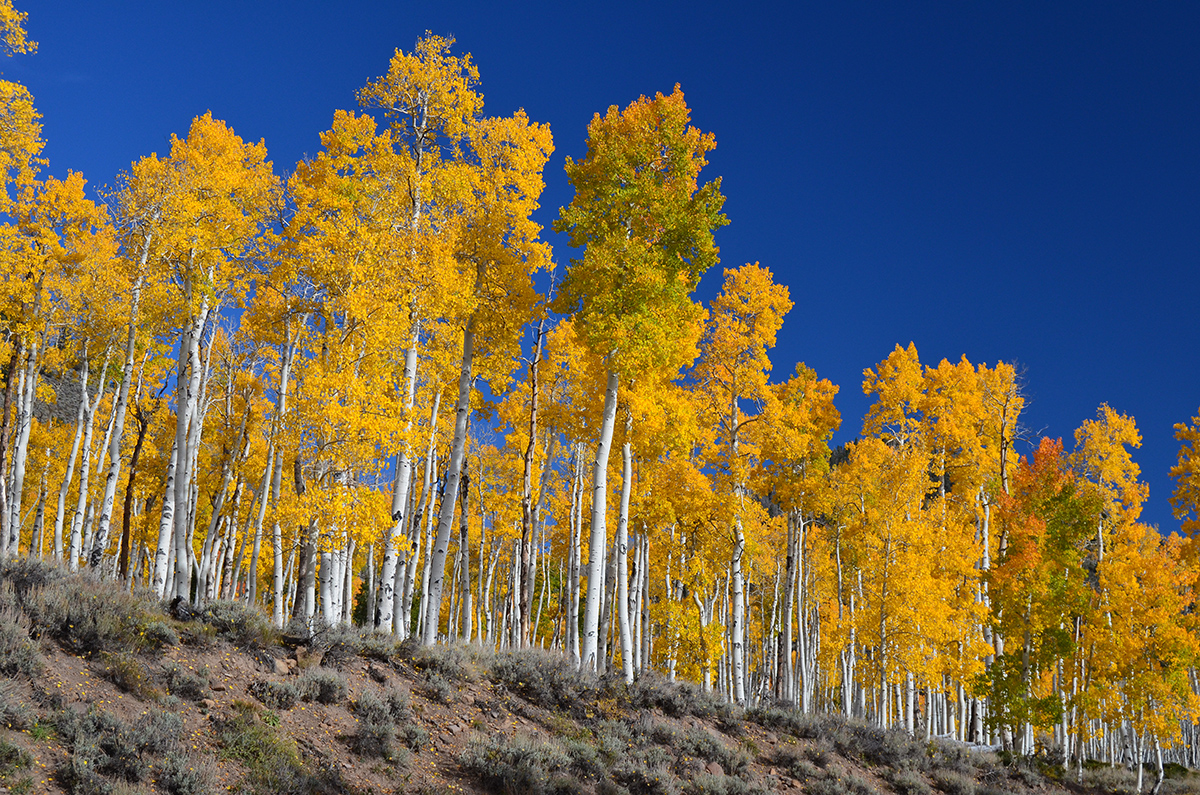
Пандо, единая клональная колония в виде леса генетически идентичных деревьев тополя осинообразного с взаимосвязанными корнями (здесь показаны жёлтые листья осенью) является одним из самых тяжёлых и старейших организмов на Земле.

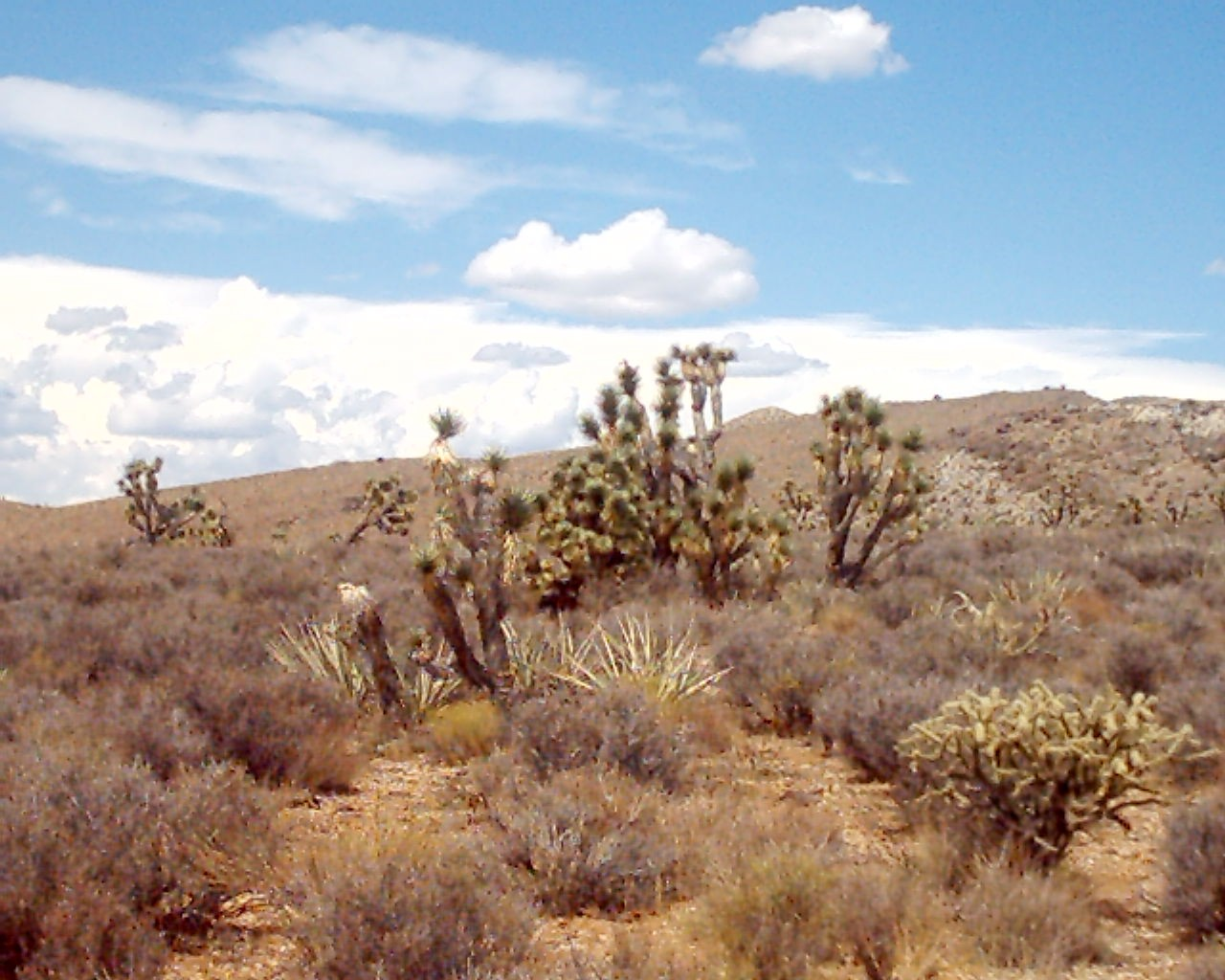
Юкка коротколистная, юкка и цилиндропунция занимают дальний юго-западный угол штата в пустыне Мохаве.

Несколько тысяч растений являются местными для Юты, включая разнообразные деревья, кустарники, кактусы, травянистые растения и травы. По состоянию на 2018 год, в Юте насчитывается 3930 видов растений, из которых 3128 являются местными, а 792 были завезены различными способами.
К распространённым деревьям относятся сосны (пихта одноцветная, сосна съедобная, сосна однохвойная, сосна остистая межгорная, сосна жёлтая, ель Энгельмана, сосна мягкая), а также клён крупнозубчатый, тополь осинообразный, клён крупнозубчатый, можжевельник жёсткосемянный, ольха серая, берёза западная, дуб Гамбела, хилопсис, голубая ель и юкка коротколистная. В Юте есть несколько названных деревьев, включая Можжевельник Жардина, Пандо и Дерево тысячи миль. Кустарники включают в себя ряд различных хвойников (хвойник шероховатый, Ephedra cutleri, Ephedra fasciculata, Ephedra nevadensis, Ephedra torreyana и Ephedra viridis), полыни (Artemisia arbuscula, Artemisia bigelovii, Artemisia cana, Artemisia michauxiana, Artemisia nova, Artemisia pygmaea, Artemisia spinescens и Artemisia tridentata), Sambucus cerulea, Amelanchier utahensis, черёмуха виргинская и Rhus trilobata. Токсикодендрон разнолопастный, токсикодендрон лаковый и Toxicodendron rydbergii встречаются в Юте.
В разнообразных пустынях Юты, особенно в южной и западной частях штата, произрастает множество разновидностей кактусов. К некоторым из них относятся Opuntia engelmannii, Ferocactus cylindraceus, Cochemiea tetrancistra, цилиндропунция, Opuntia basilaris, Sclerocactus wetlandicus. Несмотря на пустынный климат, в Юте произрастает множество различных злаков, включая Eriocoma arida, житняк колосистый, Puccinellia simplex, Elymus elymoides, Distichlis spicata и костёр кровельный.
Несколько инвазивных видов растений считаются государством вредоносными сорняками, в том числе свинорой пальчатый, вьюнок, белена чёрная, эгилопс цилиндрический, бодяк полевой, Linaria dalmatica и льнянка обыкновенная, арундо тростниковый, пырей ползучий, зверобой продырявленный, болиголов пятнистый, императа цилиндрическая, лох узколистный, молочай миртолистный, рейнутрия японская, гребенщик ветвистый и якорцы стелющиеся.